# Igreja Evangélica Luterana Livre da Noruega

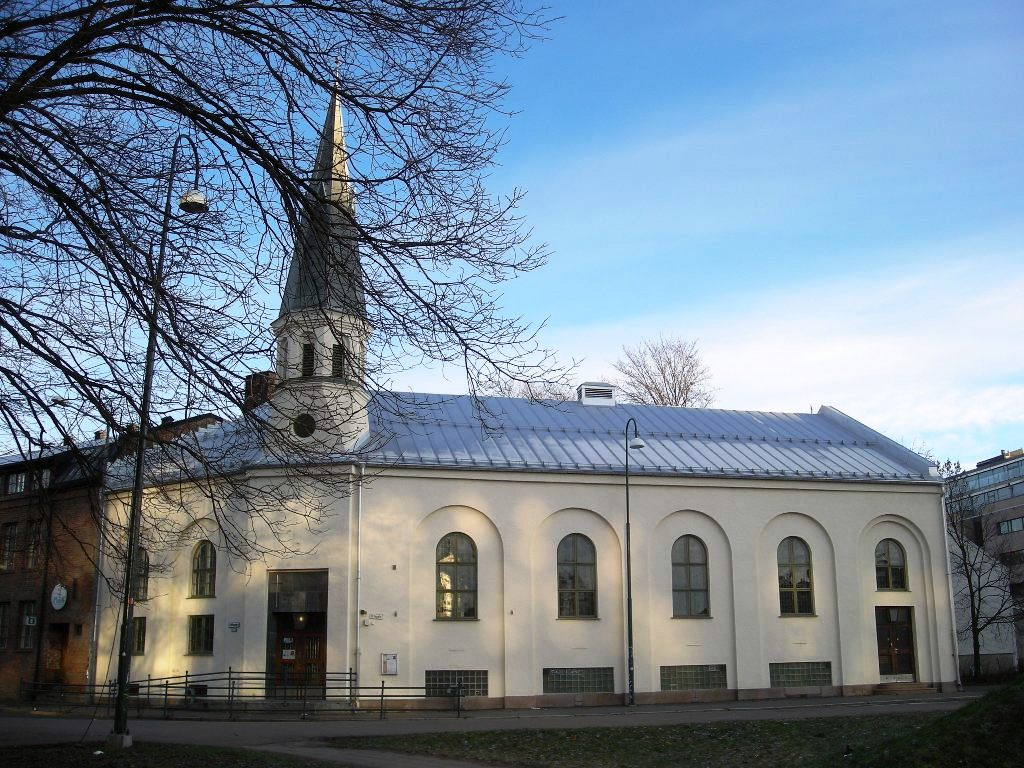
Oslo Østre frikirke, uma Igreja Evangélica Luterana Livre em Oslo

A Igreja Evangélica Luterana Livre, ou a Igreja Livre como é comumente conhecida (em norueguês:  Den Evangelisk Lutherske Frikirke, encurtado Frikirken), é uma igreja de de âmbito nacional Luterana na Noruega consistindo de 81 congregações e 21.817 membros batizados. Foi fundada em 1877 em Moss. É distinta da Igreja da Noruega, embora ambas as igrejas sejam membras da Federação Luterana Mundial. A Igreja Livre é economicamente independente.
A Igreja Evangélica Luterana Livre é fundada no Bíblia e a confissão da Igreja Luterana. Na Igreja Livre são aqueles que são batizados e confessam a fé Cristã quem tem direitos de voto. Tem autoridade para chamar seu clero e todos os outros funcionários, e passa suas próprias leis da igreja. 